# سید جمال موسوی
سید جمال موسوی نماینده دوره دوازدهم مجلس شورای اسلامی از حوزه انتخابیه ماهنشان و ایجرود استان زنجان است که با کسب ۲۰۸۲۱ رای به مجلس شورای اسلامی راه پیدا کرد. وی پیش تر رئیس اداره ورزش و جوانان ماهنشان بود.